# دریاچه نایواشا

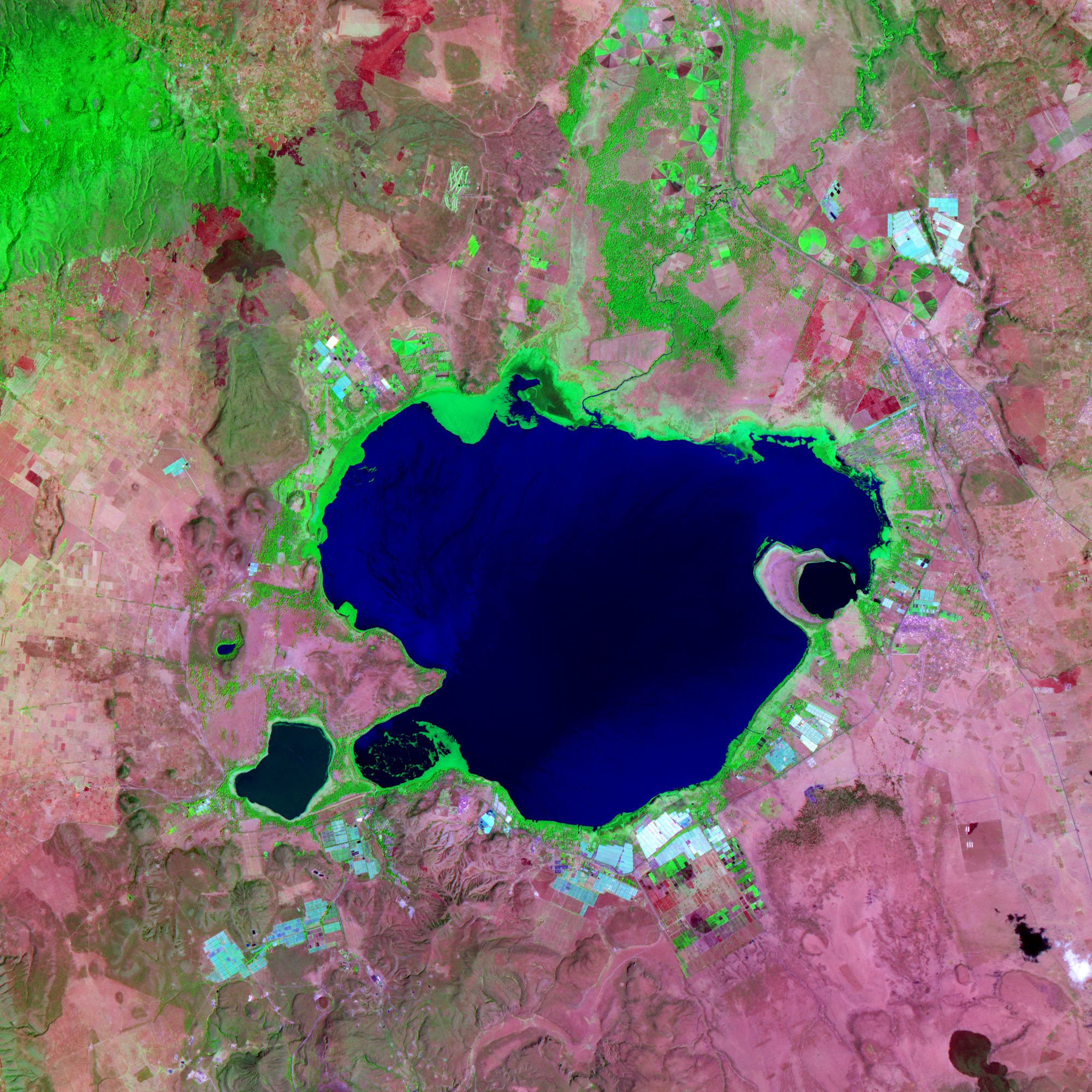
تصویر ماهواره ای از دریاچه نایواشا

دریاچه نایواشا یک دریاچه آب شیرین در کنیا است که خارج از شهر نایواشا در شهرستان ناکورو قرار دارد که در شمال غربی نایروبی قرار دارد. این منطقه بخشی از گریت ریفت ولی است. نام دریاچه نایواشا از نام محلی ماسایی Nai'posha گرفته شده است، به معنای «آب خشن» به دلیل طوفان‌های ناگهانی که ممکن است بوجود بیاید است.

## محل

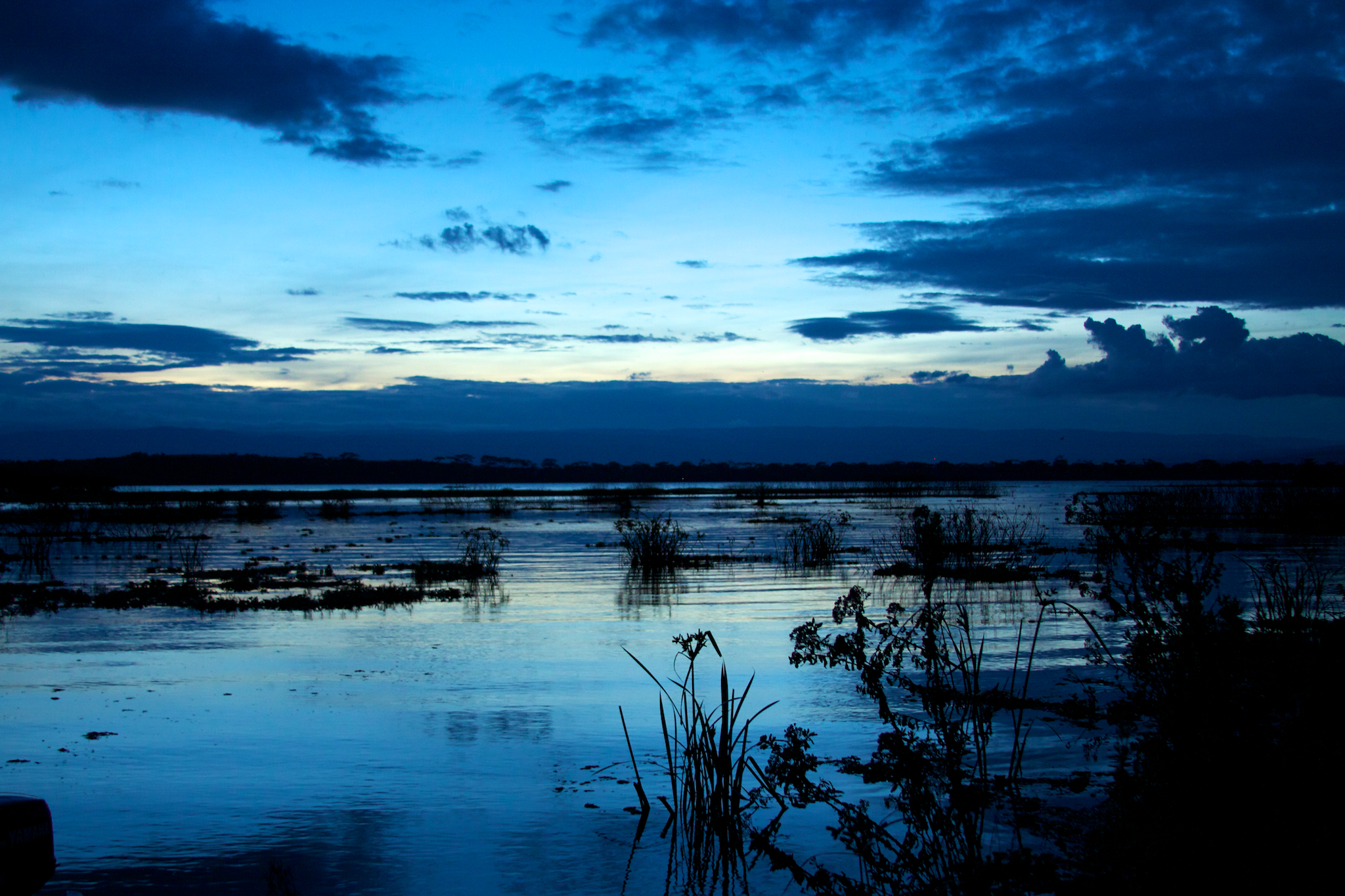
غروب در دریاچه نایواشا

دریاچه نایواشا در بالاترین ارتفاع ریفت ولی کنیا با ۱٬۸۸۴ متر (۶٬۱۸۱ فوت) قرار دارد. در یک ترکیب زمین‌شناسی پیچیده، بستر دریاچه از سنگ‌های آتشفشانی و نهشته‌های رسوبی دریاچه بزرگتر عصر پلیستوسن باقی مانده. به غیر از نهرهای گذرا، این دریاچه از رودخانه‌های چند ساله Malewa و Gilgil تغذیه می‌شود. هیچ خروجی قابل مشاهده ای وجود ندارد، اما از آنجایی که آب دریاچه نسبتاً شیرین است، فرض می‌شود که خروجی زیرزمینی داشته باشد.

## تاریخ
بین سال‌های ۱۹۳۷ و ۱۹۵۰، این دریاچه به‌عنوان محل عبور قایق‌های پرنده در مسیر مسافری و پستی امپریال ایرویز از ساوتهمپتون در بریتانیا به آفریقای جنوبی مورد استفاده قرار گرفت. کیسومو و نایروبی را به هم مرتبط کرد. جوی آدامسون، نویسنده رمان متولد آزاد، در اواسط دهه ۱۹۶۰ در سواحل این دریاچه زندگی می‌کرد. در سواحل دریاچه اوسریان ("کاخ جین") قرار دارد که در وقایع دره مقدس بین دو جنگ جهانی به شهرت رسید. اکنون بخشی از مزرعه گل اوسریان را تشکیل می‌دهد. در سال ۱۹۹۹، انجمن ساحلی دریاچه نایواشا جایزه حفاظت از تالاب رامسر را به دلیل تلاش‌های خود در خصوص حفاظت از سایت دریاچه نایواشا طبق کنوانسیون رامسر دریافت کرد.